# Bruno Cremer
Bruno Jean Marie Cremer (ur. 6 października 1929 w Saint-Mandé, we Francji, zm. 7 sierpnia 2010 w Paryżu, we Francji) – francuski aktor filmowy oraz telewizyjny.

## Życiorys
Bruno Cremer ożenił się z Chantal Cremer 22 grudnia 1984 roku, z którą miał dwie córki: Constance oraz Marie-Clémentine. Z poprzedniego małżeństwa miał syna, Stéphane, który obecnie jest pisarzem.
W 2000 roku wydał swoją autobiografię Un certain jeune homme.
Bruno Cremer zmarł w wieku 80 lat, 7 sierpnia 2010 roku w Paryżu z powodu choroby nowotworowej.

## Filmografia
- La 317 section (1965)
- Czy Paryż płonie? (1966)
- Les Gauloises bleues (1968)
- Czas umierania (1970)
- Łowca (1976)
- Cena strachu (1977)
- Taka zwykła historia (1978)
- La Légion saute sur Kolwezi (1980)
- Derborence (1985)
- Le regard dans le miroir (1985)
- Białe małżeństwo (1989)
- Tumultes (1990)
- Pod piaskiem (2000)